# 339 Dorothea
Dorothea (asteroide 339) é um asteroide da cintura principal com um diâmetro de 38,25 quilómetros, a 2,7278186 UA. Possui uma excentricidade de 0,09462 e um período orbital de 1 910,17 dias (5,23 anos).
Dorothea tem uma velocidade orbital média de 17,15933456 km/s e uma inclinação de 9,92931º.
Este asteroide foi descoberto em 25 de Setembro de 1892 por Max Wolf.